# Diabelskie kamienie

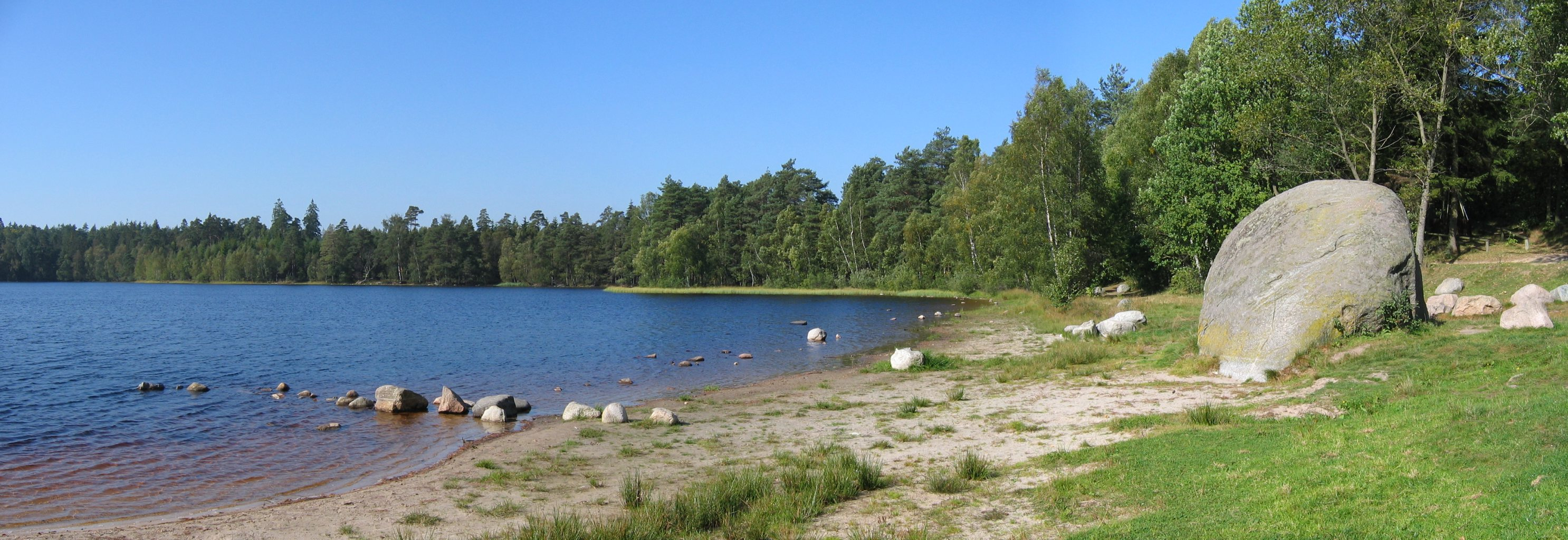
Diabelski Kamień koło Strzepcza

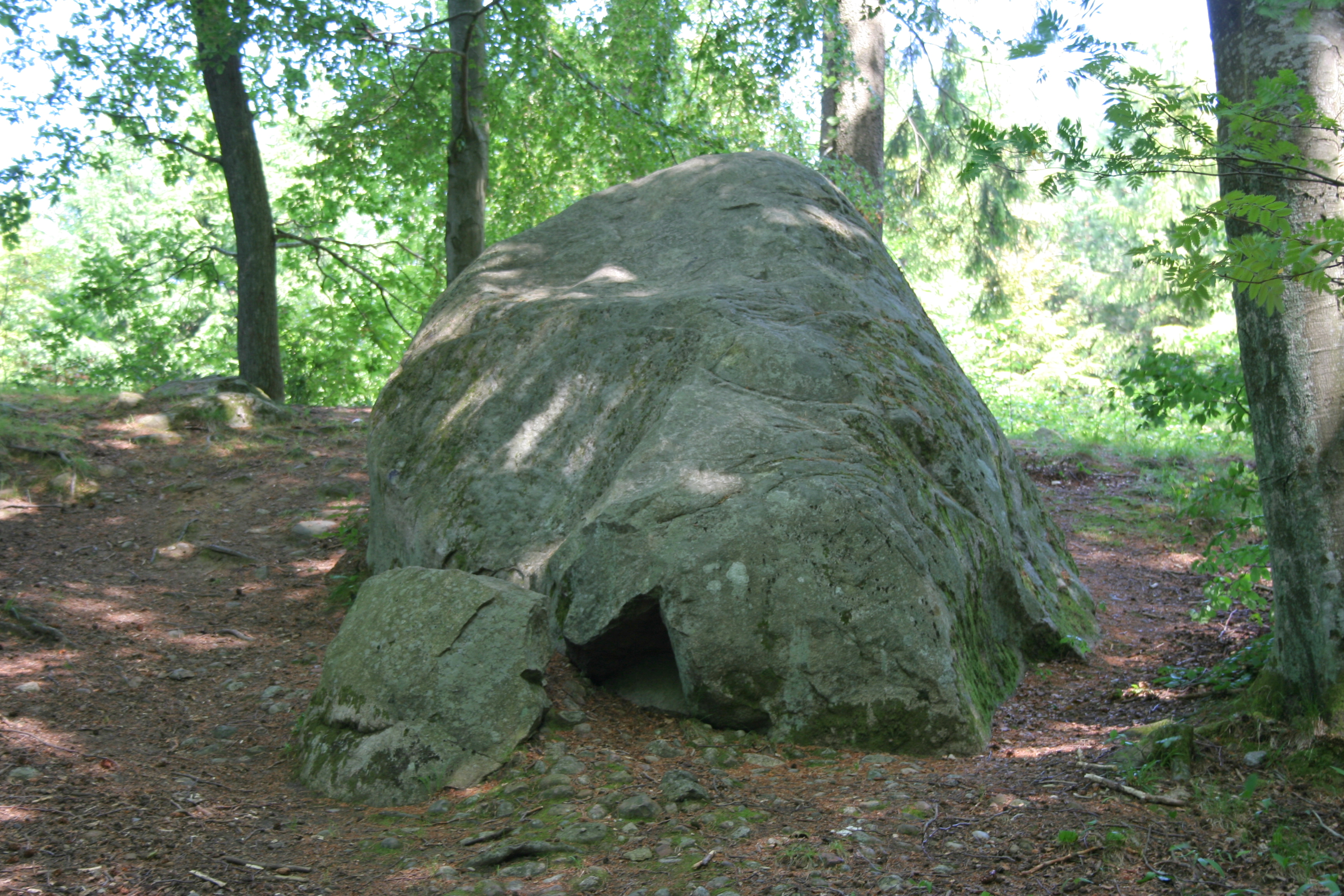
Głaz narzutowy „Diabelski Kamień” w Puszczy Darżlubskiej

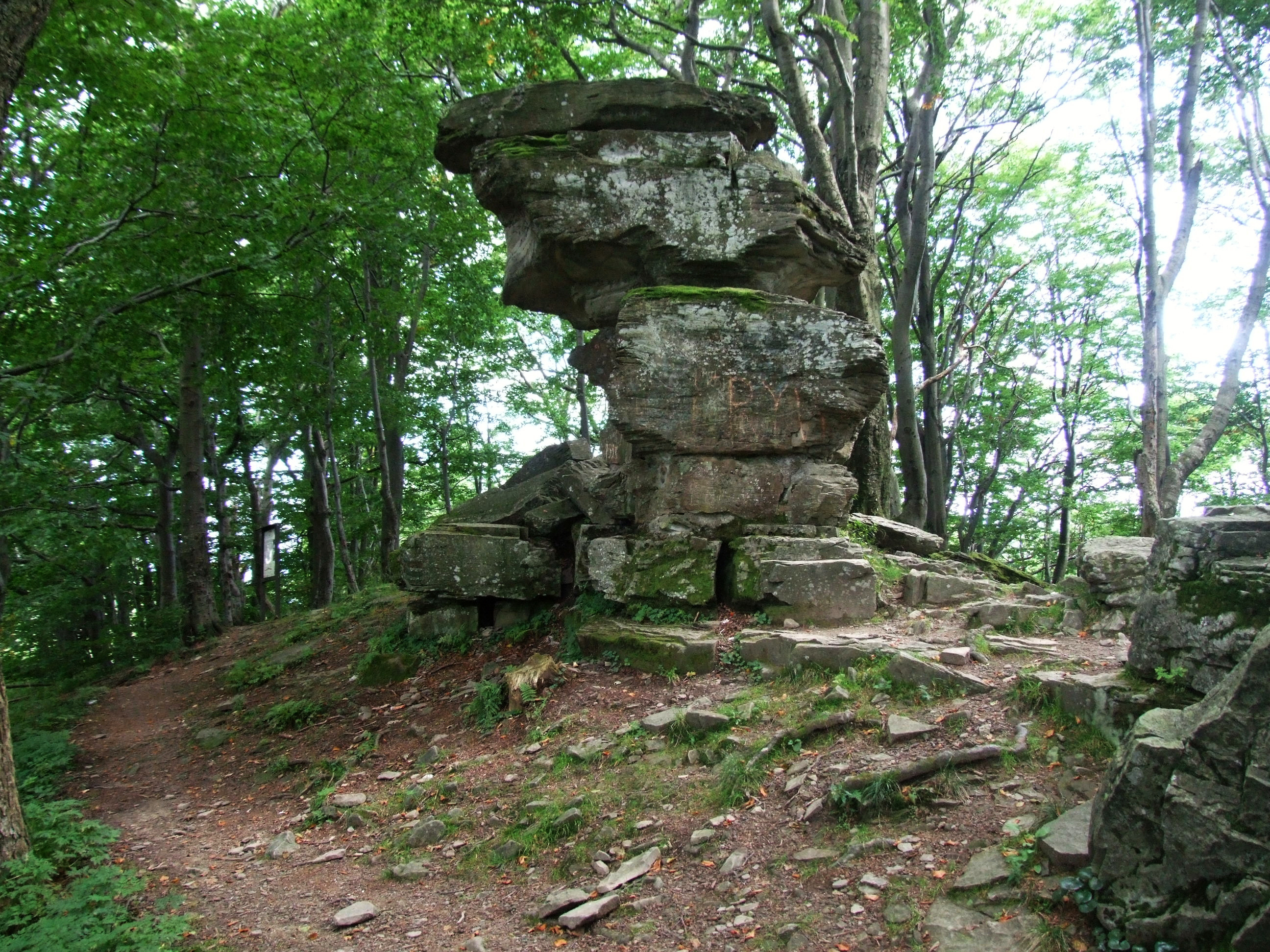
Kamień Diabelski na Jaworzynie Krynickiej

Diabelskie kamienie, diable kamienie, czarcie głazy – głazy narzutowe przywleczone przez lądolód ze Skandynawii głównie do północnej części Polski. Niekiedy nazwa ta używana jest również w odniesieniu do osobliwych wystąpień skalnych (wychodni, skałek) pochodzenia innego niż lodowcowe (zobacz: Diabelski kamień).

## Występowanie
Głazy i formacje skalne, nazywane diabelskimi kamieniami lub podobnie, występują na obszarze praktycznie całego kraju, głównie na Warmii i Mazurach oraz na Kaszubach.
Inne kaszubskie duże kamienie diabelskie znajdują się w okolicach Domatowa, Owśnic, Nowej Huty, Brodnicy Dolnej i Studzienic, koło Świecina (nieopodal „Bożej Stopki”), koło Brodnicy Górnej (nad jeziorem Ostrzyckim). Wszystkie powiązane są z lokalnymi legendami i regionalnym zabobonem. 
Diabelski kamień
Na całych Kaszubach spotyka się wielkie głazy narzutowe, przywleczone tu przez lody ze Skandynawii. Niektórym gadki ludowe nadały imiona własne np. „Bożastopka” lub „Adam i Ewa”. Większość to jednak po prostu: kamienie diabelskie, rzucone celowo lub opuszczone przez tego czy innego diabła. 
Największy kamień diabelski, o obwodzie 20 m, wysokości 3,5 m i długości 7 m, znajduje się w pobliżu Odargowa w powiecie puckim. Żeby nie było wątpliwości co do jego pochodzenia, diabeł pozostawił na nim pięć wyżłobień: ślady swoich pazurów. 
Drugim co do wielkości jest głaz nad Jeziorem Kamiennym w powiecie kartuskim. Który ma 17 m obwodu, 5 m długości, 4,5m szerokości i 9 m wysokości. 
Szczelina widoczna na nim jest śladem łańcucha, którym przewiązywał go diabeł rzucając ze złości w jezioro. Gniew diabła spowodowany był nieudaną transakcją. Miał on wysuszyć jezioro, a w zamian otrzymać od kontrahenta duszę. Diabeł jednak nie zdołał wykonać zadania.
Kolejne kamienie diabelskie znajdują się: 
- koło Świecina (nieopodal „Bożejstopki”),
- koło Brodnicy Górnej (nad jeziorem Ostrzyckim),
- koło Owśnicy.

Na owśnickim głazie znajduje się krzyż. Służył on do płoszenia czarownic, które wyprawiały w tym miejscu harce. 

### Kamienne pomniki przyrody – „Diabelskie kamienie”
Wśród osadów lodowcowych występujących na Kaszubach najczęściej w postaci piasków, żwirów i glin morenowych znaczne są też ilości kamieni. Są to odłamy różnych skał, najczęściej gnejsów lub granitów, pochodzących z dalekiej Skandynawii, przywleczone stamtąd przez olbrzymie masy lodu nasuwającego się na obszar naszych pojezierzy. Wielkie głazy narzutowe stają się obiektem zainteresowania, gdyż pobudzają wyobraźnię i pozwalają wyciągnąć wnioski o sile lądolodu, który je transportował.
Mieszkańcy Kaszub ogrom wielu głazów wiązali najczęściej z działaniem mocy nieczystych. One to bowiem jedynie mogły podołać tak olbrzymiemu ciężarowi i porozrzucać poszczególne okazy w rozmaite miejsca. Wielu starych Kaszubów opowiada chętnie legendy o diabelskich kamieniach.
Największy na Kaszubach jest Wielki lub Diabelski Kamień położony nad Jeziorem Kamiennym w pobliżu Mirachowa. Ma 17 m obwodu, 5 m długości, 4,75 m szerokości i ponad 3 m wysokości, a znajdująca się nad nim szczelina ma być śladem łańcucha, za pomocą którego diabeł jakoby go niósł i następnie rzucił ze złości do jeziora. Przyczyna gniewu miał być, jak zwykle w legendach bywa, nieudany zabieg o ludzką duszę.
Inne głazy zwane diabelskimi:
- niedaleko Lipusza w okolicy Płocizna,
- wielki Kamień zwany też Diabelskim koło wsi Owśnica, w pobliżu Kościerzyny,
- w okolicach Nowego Dworu Wejherowskiego,
- w okolicach wsi Starzyno,
- w obrębie zachodnich Kaszub pod Studzienicami.

Głazy te są zarejestrowane i chronione prawem jako pomniki przyrody. Nie wolno ich uszkadzać ani przemieszczać.